# Абу Мансур Али ибн Язид
Абу Мансур Али ибн Йазид (? - 1043) — Ширваншах (1034-1043).
Абу Мансур вступил на престол в 1034 году. Он женился на вдове своего брата Минучихр ибн Йазида княгине ас-Ситт в январе 1035 года. После того как жители Дербенда прогнали эмира Абд ал-Малика, Ширваншах Абу Мансур вступил в Дербенд и оставил там свой гарнизон. Однако вскоре Абд ал-Малик вновь занял Дербенд. Между Ширваншахом и эмиром Дербенда был заключён мир. Эмир Абд ал-Малик женился на сестре Ширваншаха - Шамкуйе.